# Комплекс зданий Губернской земской управы
Комплекс зданий, где размещалась губернская земская управа, председателем которой с 1900 по 1908 гг. был А. А. Савельев — архитектурный ансамбль в историческом центре Нижнего Новгорода. Здания комплекса выстроены в 1820-е — 1910-е годы. 
Со второй половины XVIII века территория комплекса входила в обширную усадьбу князя Н. Г. Шаховского. Позже усадьба дробилась, менялись её владельцы: И. А. Распутин, П. М. Андреев, С. М. Андреев. В 1896 году нижегородское губернское уездное земство выкупило две усадьбы, объединив их в одну, а в зданиях разместило губернскую земскую управу.            

## История
Со второй половины XVIII века большая часть квартала, выходящего на бровку Волжского откоса, включая современное домовладение № 18 (литеры Б, В) по улице Минина, находилась в собственности нижегородского помещика подполковника князя Николая Гавриловича Шаховского. Усадебное место являлось продолжением другого участка князя, находившегося в соседнем квартале, прилегающем к Большой Печёрской улице. Предположительно, ранее они образовывали одну обширную усадьбу. Позднее, при пробитии Жуковской улицы (улицы Минина), обширное помещичье домовладение было разделено на две части, что зафиксировано на плане города от 1768 года.
Н. Г. Шаховской содержал в своём загородном имении в селе Юсупове Ардатовского уезда любительский театр, а в 1798 году устроил в Нижнем Новгороде, на территории своей усадьбы по улице Большой Печерской, первый публичный городской театр, где актёрами выступали его крепостные. Здание расположилось на углу Большой и Малой Печерских улиц. В 1811 году князь выстроил новое деревянное здание театра, взамен старого. За театром и в квартале за Жуковской улицей располагались дома, в которых жили крепостные актёры. В 1820-х годах, для увеличившейся до 200 человек труппы, Шаховской построил в квартале, прилегавшем к откосу вдоль Жуковской улицы, несколько деревянных домов. После смерти князя в 1824 году театральное дело и усадьба перешли его вдове — Ирине Кузьминичне. Наследники Шаховского не смогли управлять театром и вскоре, осенью 1827 года, он, вместе с труппой и усадьбами, был продан с аукциона отставному чиновнику И. А. Распутину.   
К 1930 году И. А. Распутин выстроил на усадьбе каменный дом с флигелями. Деревянный театр ветшал, и в 1836 году владелец обратился к губернским властям с просьбой разрешить построить за свой счёт новое каменное здание. Строительство предполагалось на старом месте, что было высочайше конфирмовано в новом плане Нижнего Новгорода от 1824 года. По этому плану предполагалось создать театральную площадь в квартале на пересечении Большой и Малой Печерских улиц. Просьба Распутина с выкопировкой из плана города с указанием предполагаемого строительства была направлена в Санкт-Петербург, на рассмотрение императора Николая I. Распутин, для изыскания средств на строительство, продал часть усадьбы О. Я. Серебровской. 
Осенью 1836 года Николай I во второй раз посетил Нижний Новгород. В этот период по его указанию устраивалась набережная по бровке Волжского откоса. Император поручил нижегородскому губернатору изыскать для театра новое удобное место на Волжской верхней набережной. В конце ноября 1836 года он рассмотрел предложение губернатора М. П. Бутурлина, подготовленное совместно с городовым архитектором Г. И. Кизеветтером, и «изволил утвердить для театра место на верхней Волжской набережной». Таким образом, для нового театра выбрали квартал, большая часть которого принадлежала Распутину. Это решение позже закрепили в генеральном плане Нижнего Новгорода 1839 года.
Для создания театральной площади предполагалось отдать весь участок Распутина со сносом существующих на нём каменного и деревянного строений (участок с домами №№ 16, 18 по улице Минина), а также смежную усадьбу титулярного советника П. М. Андреева (участок с домом № 18, литера Д на пересечении улиц Минина и Нестерова). Видимо, решение не устраивало владельцев, и дело о строительстве нового здания театра заглохло. Со временем выяснилось, что место было выбрано неудачно (удалённость от центра города, высокие затраты на выкуп домов). Местные власти приняли решение выстроить новый городской театр на Большой Покровской улице.
Во второй половине 1840-х годов участок с современными домами № 18 (литера Б) и № 18 (литера В) являлся частью обширной усадьбы Распутина, которая простиралась от Жуковской улицы до Верхне-Волжской набережной, а так же выходила на Малую Печерскую улицу (современную улицу Пискунова). На фиксационном плане города от 1848—1853 годов на этом участке был показан каменный дом и несколько деревянных флигелей, выходящих фасадами на красную линию Жуковской улицы, а со строны набережной располагались огороды и сад. Все строения были возведены в 1820-е годы.
В конце 1850-х годов усадьба Распутина перешла к генерал-майору Семёну Михайловичу Андрееву. Весной 1863 года новый владелец представил в губернскую Строительную комиссию проект на перестройку каменного дома и флигеля на Жуковской улице. Проект, составленный архитектором Небольсиным, предполагал сохранение старого каменного дома с его увеличение вдоль улицы. Однако проект не был выполнен. В середине или конце 1860-х годов Андреев, чтобы выручить деньги на новое строительство, продал левую часть усадебного участка с деревянными постройками нижегородскому купцу Луке Максимовичу Коптеву.

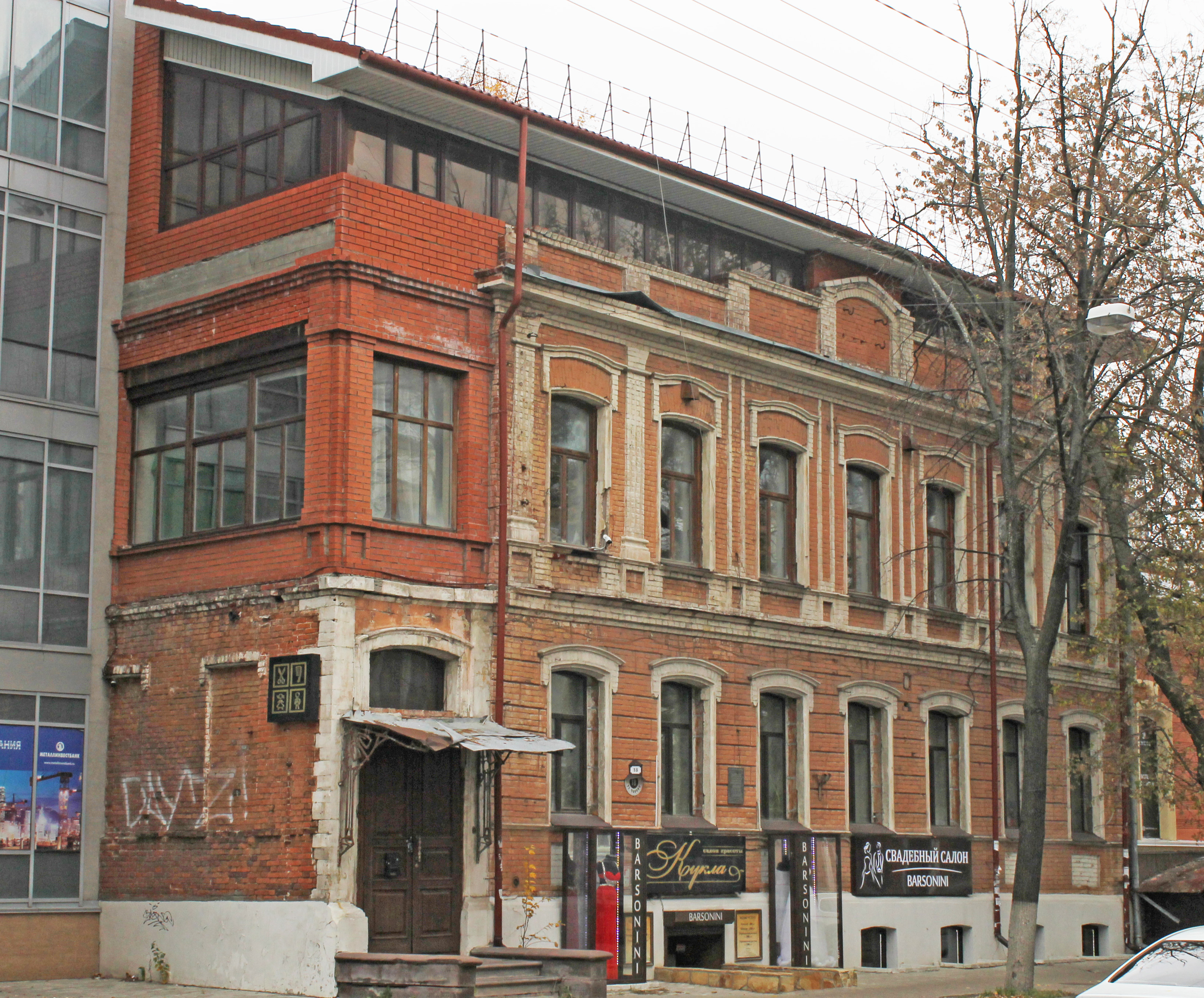
Доходный дом генерал-майора С. М. Андреева, где жил Максим Горький.

В 1867—1869 годах С. М. Андреев возвёл на месте старого каменного дома новый трёхэтажный, сохранившийся до настоящего времени (№ 18, литер Б). Деревянный флигель также был перестроен, его наружные стены были выполнены из нового материала с сохранением трёхосевой композиции. Между флигелем и новым домом был оставлен проезд во двор. Каменный дом Андреев изначально строил как доходный. С 1892 по 1893 год здесь в квартире присяжного поверенного (адвоката) Ланского служил письмоводителем (секретарём) Алексей Пешков (М. Горький).
В конце сентября 1898 года С. М. Андреев продал усадьбу нижегородскому губернскому уездному земству, которое ранее с торгов купило соседнюю усадьбу. Два смежных участка, ранее принадлежавшие майорам С. М. Андрееву и М. П. Андрееву, были объединены в одно домовладение, в зданиях которого разместилась земская управа, находившаяся там до 1918 года. В начале XX века земство провело ремонт зданий. Деревянный флигель № 18 (литера В) был увеличен на две оси света, его фасад был оштукатурен и получил единую обработку с остальными зданиями. Не установлена дата появления двухэтажного кирпичного дворового пристроя в стиле модерн к дому № 18 (литера Б). Предположительно, он относится к 1910 годам.

## Архитектура
Комплекс зданий губернской управы представляет собой линию зданий, образующих сплошной фасад исторической застройки по улице Минина от перекрёстка с улицей Нестеровой в западном направлении. 1-2-3-этажные строения ансамбля выполнены в духе эклектики. Западный объём (№ 18, литера Б) выходит на улицу Минина главным двухэтажным на полуэтаже фасадом, выполненным в кирпичном стиле (с современной надстройкой в виде мансарды) и отличается по времени постройки и архитектуре от примыкающих к нему с востока двух зданий №№ 18б и 18/3.